# Rubén Castro
Rubén Castro Martín, né le 27 juin 1981 à Las Palmas, est un footballeur espagnol évoluant au poste d'avant-centre.
Attaquant au sens du but affûté, Castro effectue la quasi-totalité de sa carrière en Espagne. Il signe au Betis Séville en 2010 et reste huit ans dans le club andalou. Castro en devient le meilleur buteur de son histoire avec 148 buts.

## Biographie
Après ses débuts senior avec l'équipe réserve en 2000, Rubén Castro commence sa carrière professionnelle à l'UD Las Palmas lors de la saison 2000-2001. La saison suivante, il étoffe son temps de jeu en participant à vingt-neuf rencontres et en inscrivant cinq buts. Le club finit relégable au terme du championnat et le joueur reste deux années en deuxième division espagnole. En 2004-2005, il signe au club d'Albacete avec lequel il dispute vingt-deux matchs de championnat.
Le joueur se trouve lié au Deportivo La Corogne durant cinq saisons de 2005-2006 à 2009-2010. Il effectue deux saisons à La Corogne et trois en prêt. Sa première année de contrat se déroule au Deportivo ; il dispute trente matchs toute compétitions confondues pour huit buts inscrits. La saison suivante, il est en prêt de juillet 2006 à novembre 2006 dans le club du Racing de Santander, puis il est de nouveau prêté jusqu'à la fin de saison au Gimnàstic de Tarragone. En 2007-2008, il effectue sa seconde saison au Deportivo avec neuf matchs et un but inscrit toutes compétitions confondues. En 2008-2009 et 2009-2010, il connaît deux prêts successifs en deuxième division ; la première année, il rejoint la SD Huesca puis la seconde année, il évolue dans le club du Rayo Vallecano, avec lequel il inscrit quinze buts, termine meilleur buteur du club et cinquième meilleur buteur du championnat. 
Le 2 août 2010, Rubén Castro est transféré au Betis Séville, en deuxième division. Il obtient un titre de champion ainsi qu'une troisième place au classement des buteurs.
En juillet 2017, Castro rejoint sous forme de prêt le club chinois du Guizhou Hengfeng.
Il revient au club en 2018 et dispute dix matchs pour un but en Liga. Castro quitte le club sévillan durant l'été 2018 après huit saisons passées au club. Il est le meilleur buteur de l'histoire du Betis Séville avec 148 buts inscrits en 290 rencontres. 
Le 13 juillet 2018, Castro revient dans son club de formation, l'UD Las Palmas, signant un contrat de deux ans,.
Durant l'été 2020, Castro quitte librement son club formateur, le joueur refusant la clause de rénovation qui baisserait son salaire.
Le 12 septembre 2020, Castro s'engage au FC Cartagena, promu en deuxième division, pour une saison.
Castro dispute son premier match quatre jours plus tard, entrant en jeu contre le Sporting de Gijón lors de la deuxième journée de Segunda División. Le 27 septembre, il marque un but lors d'une défaite 3-1 à l'extérieur contre le CD Leganés. 

### Vie privée
En 2013, la compagne de Castro porte plainte contre lui pour violences conjugales et il se voit arrêter par la police. Néanmoins, il est libéré peu de temps après. En 2017, il passe devant la justice et il est déclaré non coupable.

## Statistiques
Ce tableau présente les statistiques de Rubén Castro.
| Saison                | Club                          | Championnat           | Championnat | Championnat | Coupe(s) nationale(s) | Coupe(s) nationale(s) | Compétition(s) continentale(s) | Compétition(s) continentale(s) | Compétition(s) continentale(s) | Total | Total |
| Saison                | Club                          | Division              | M.          | B.          | M.                    | B.                    | Comp.                          | M.                             | B.                             | M.    | B.    |
| 2000-2001             | UD Las Palmas                 | Primera División      | 3           | 0           | -                     | -                     | -                              | -                              | -                              | 3     | 0     |
| 2001-2002             | UD Las Palmas                 | Primera División      | 29          | 5           | 2                     | 1                     | -                              | -                              | -                              | 31    | 6     |
| 2002-2003             | UD Las Palmas                 | Segunda División      | 40          | 9           | 1                     | 1                     | -                              | -                              | -                              | 41    | 10    |
| 2003-2004             | UD Las Palmas                 | Segunda División      | 40          | 22          | -                     | -                     | -                              | -                              | -                              | 40    | 22    |
| Sous-total            | Sous-total                    | Sous-total            | 112         | 36          | 3                     | 2                     | -                              | -                              | -                              | 115   | 38    |
| 2004-2005             | Albacete Balompié (prêt)      | Primera División      | 22          | 3           | -                     | -                     | -                              | -                              | -                              | 22    | 3     |
| Sous-total            | Sous-total                    | Sous-total            | 22          | 3           | -                     | -                     | -                              | -                              | -                              | 22    | 3     |
| 2005-2006             | Deportivo La Corogne          | Primera División      | 24          | 3           | 1                     | 1                     | CI                             | 8                              | 4                              | 33    | 8     |
| 2007-2008             | Deportivo La Corogne          | Primera División      | 7           | 1           | 2                     | 0                     | -                              | -                              | -                              | 9     | 1     |
| Sous-total            | Sous-total                    | Sous-total            | 31          | 4           | 3                     | 1                     | -                              | 8                              | 4                              | 42    | 9     |
| 2006-2007             | Racing de Santander (prêt)    | Primera División      | 1           | 0           | -                     | -                     | -                              | -                              | -                              | 1     | 0     |
| 2006-2007             | Gimnàstic de Tarragone (prêt) | Primera División      | 20          | 4           | -                     | -                     | -                              | -                              | -                              | 20    | 4     |
| Sous-total            | Sous-total                    | Sous-total            | 21          | 4           | -                     | -                     | -                              | -                              | -                              | 21    | 4     |
| 2008-2009             | SD Huesca (prêt)              | Liga Adelante         | 41          | 13          | 1                     | 1                     | -                              | -                              | -                              | 42    | 14    |
| Sous-total            | Sous-total                    | Sous-total            | 41          | 13          | 1                     | 1                     | -                              | -                              | -                              | 42    | 14    |
| 2009-2010             | Rayo Vallecano (prêt)         | Liga Adelante         | 42          | 14          | 2                     | 1                     | -                              | -                              | -                              | 44    | 15    |
| Sous-total            | Sous-total                    | Sous-total            | 42          | 14          | 2                     | 1                     | -                              | -                              | -                              | 44    | 15    |
| 2010-2011             | Betis Séville                 | Liga Adelante         | 42          | 27          | 7                     | 5                     | -                              | -                              | -                              | 49    | 32    |
| 2011-2012             | Betis Séville                 | Liga BBVA             | 34          | 16          | 1                     | 0                     | -                              | -                              | -                              | 35    | 16    |
| 2012-2013             | Betis Séville                 | Liga BBVA             | 34          | 18          | 6                     | 3                     | -                              | -                              | -                              | 40    | 21    |
| 2013-2014             | Betis Séville                 | Liga BBVA             | 25          | 10          | 3                     | 1                     | C3                             | 6                              | 2                              | 34    | 13    |
| 2014-2015             | Betis Séville                 | Liga Adelante         | 42          | 32          | 4                     | 1                     | -                              | -                              | -                              | 46    | 33    |
| 2015-2016             | Betis Séville                 | Liga BBVA             | 38          | 19          | 2                     | 0                     | -                              | -                              | -                              | 40    | 19    |
| 2016-2017             | Betis Séville                 | LaLiga 1              | 35          | 13          | 1                     | 0                     | -                              | -                              | -                              | 36    | 13    |
| 2017-2018             | Betis Séville                 | LaLiga 1              | 10          | 1           | -                     | -                     | -                              | -                              | -                              | 10    | 1     |
| Sous-total            | Sous-total                    | Sous-total            | 260         | 136         | 24                    | 10                    | -                              | 6                              | 2                              | 290   | 148   |
| 2017                  | Guizhou Hengfeng (prêt)       | CSL                   | 12          | 7           | -                     | -                     | -                              | -                              | -                              | 12    | 7     |
| Sous-total            | Sous-total                    | Sous-total            | 12          | 7           | -                     | -                     | -                              | -                              | -                              | 12    | 7     |
| 2018-2019             | UD Las Palmas                 | LaLiga 2              | 41          | 15          | 1                     | 0                     | -                              | -                              | -                              | 42    | 15    |
| 2019-2020             | UD Las Palmas                 | LaLiga 2              | 24          | 15          | -                     | -                     | -                              | -                              | -                              | 24    | 15    |
| Sous-total            | Sous-total                    | Sous-total            | 65          | 30          | 1                     | 0                     | -                              | -                              | -                              | 66    | 30    |
| 2020-2021             | FC Cartagena                  | LaLiga 2              | 9           | 7           | 0                     | 0                     | -                              | -                              | -                              | 9     | 7     |
| Sous-total            | Sous-total                    | Sous-total            | 9           | 7           | 0                     | 0                     | -                              | -                              | -                              | 9     | 7     |
| Total sur la carrière | Total sur la carrière         | Total sur la carrière | 515         | 254         | 34                    | 15                    | -                              | 14                             | 6                              | 563   | 275   |

## Palmarès

### En club
Au Betis Séville, Castro est sacré champion de Segunda División en 2011 et 2015.

### Distinctions personnelles
Castro finit meilleur buteur de  Segunda División en 2004 (en) (22 buts) et 2015 (32 buts).
Castro est le meilleur buteur de l'histoire du Betis Séville avec 148 buts, marqués entre 2010 et 2018.
Lors de la saison 2019-2020, Castro est nommé « Joueur du mois » au mois de juin 2020.